# Provinciale Statenverkiezingen 1978
De Provinciale Statenverkiezingen 1978 waren Nederlandse verkiezingen die op 29 maart 1978 werden gehouden voor de leden van Provinciale Staten in de elf provincies.

## Aanloop
Om stemgerechtigd te zijn diende men de Nederlandse nationaliteit te hebben, op de dag van de stemming ten minste achttien jaar oud te zijn en op de dag van de kandidaatstelling te wonen in de provincie waarvoor de verkiezing plaatsvond. Nederlanders die in het buitenland woonden en niet ingeschreven stonden in een Nederlandse gemeente hadden geen stemrecht bij deze verkiezingen.
Ingezetenen van het Openbaar Lichaam Zuidelijke IJsselmeerpolders hadden geen stemrecht bij deze verkiezingen. Het Openbaar Lichaam Zuidelijke IJsselmeerpolders was nog niet ingedeeld bij een provincie.

## Uitslagen

### Opkomst (Nederland-totaal)
|                   | 1974      | 1974      | 1978      | 1978  |
| # stemmen         | %         | # stemmen | %         |       |
| ----------------- | --------- | --------- | --------- | ----- |
| Kiesgerechtigden  | 9.057.866 |           | 9.578.005 |       |
| Niet opgekomen    | 2.257.768 | 24,93     | 1.956.766 | 20,43 |
| Opkomst           | 6.800.098 | 75,07     | 7.621.239 | 79,57 |
| Ongeldige stemmen | 48.325    | 0,71      | 27.578    | 0,36  |
| Blanco stemmen    | -         | -         | 15.023    | 0,20  |
| Geldige stemmen   | 6.751.773 | 99,29     | 7.578.638 | 99,44 |

### Uitslagen per provincie naar partij
| Provincie       | Aantal zetels per partij | Aantal zetels per partij | Aantal zetels per partij | Aantal zetels per partij | Aantal zetels per partij | Aantal zetels per partij | Aantal zetels per partij | Aantal zetels per partij | Aantal zetels per partij | Aantal zetels per partij | Aantal zetels per partij | Aantal zetels per partij |
| Provincie       | CDA                      | PvdA                     | VVD                      | D66                      | SGP                      | PPR                      | CPN                      | PSP                      | GPV                      | overig                   | totaal                   |                          |
| --------------- | ------------------------ | ------------------------ | ------------------------ | ------------------------ | ------------------------ | ------------------------ | ------------------------ | ------------------------ | ------------------------ | ------------------------ | ------------------------ | ------------------------ |
| Groningen       | 15                       | 25                       | 8                        | 2                        | -                        | 0                        | 2                        | 1                        | 2                        | 0                        | 55                       |                          |
| Friesland       | 23                       | 22                       | 6                        | 2                        | 0                        | 0                        | 0                        | 0                        | 0                        | 2                        | 55                       |                          |
| Drenthe         | 15                       | 23                       | 10                       | 2                        | -                        | 0                        | 0                        | 0                        | 1                        | 0                        | 51                       |                          |
| Overijssel      | 29                       | 21                       | 8                        | 2                        | 2                        | 0                        | 0                        | 0                        | 1                        | 0                        | 63                       |                          |
| Gelderland      | 30                       | 23                       | 12                       | 3                        | 2                        | 1                        | 0                        | 0                        | 0                        | 0                        | 71                       |                          |
| Utrecht         | 21                       | 18                       | 13                       | 4                        | 2                        | [ 7 ]                    | 0                        | 1                        | 0                        | 0                        | 59                       |                          |
| Noord-Holland   | 21                       | 29                       | 17                       | 5                        | 0                        | 2                        | 3                        | 2                        | 0                        | 0                        | 79                       |                          |
| Zuid-Holland    | 23                       | 34                       | 17                       | 5                        | 3                        | 1                        | 0                        | 0                        | 0                        | 0                        | 83                       |                          |
| Zeeland         | 17                       | 16                       | 8                        | 2                        | 4                        | 0                        | 0                        | 0                        | 0                        | 0                        | 47                       |                          |
| Noord-Brabant   | 40                       | 24                       | 11                       | 3                        | 0                        | 1                        | 0                        | 0                        | 0                        | 0                        | 79                       |                          |
| Limburg         | 34                       | 19                       | 8                        | 1                        | -                        | 1                        | 0                        | 0                        | -                        | 0                        | 63                       |                          |
| totaal          | 268                      | 254                      | 118                      | 31                       | 13                       | 6                        | 5                        | 4                        | 4                        | 2                        | 705                      |                          |
| +/− t.o.v. 1974 | +33                      | +35                      | −13                      | +29                      | −2                       | −26                      | −14                      | 0                        | −7                       | −23                      | +12                      |                          |

Een "-" in de tabel betekent dat de betreffende partij bij de verkiezingen van 1978 in de betrokken provincie geen kandidatenlijst heeft ingediend.

## Eerste Kamerverkiezingen
De leden van Provinciale Staten in de kiesgroepen I en III kozen op 4 juli 1980 bij reguliere Eerste Kamerverkiezingen 38 nieuwe leden van de Eerste Kamer.
De leden van Provinciale Staten in vier kiesgroepen kozen op 1 juni 1981 na ontbinding van de Eerste Kamer in verband met een Grondwetswijziging een geheel nieuwe Eerste Kamer.
Provinciale Statenverkiezingen zijn daarmee behalve provinciaal ook nationaal van belang.